# Adams, Massachusetts

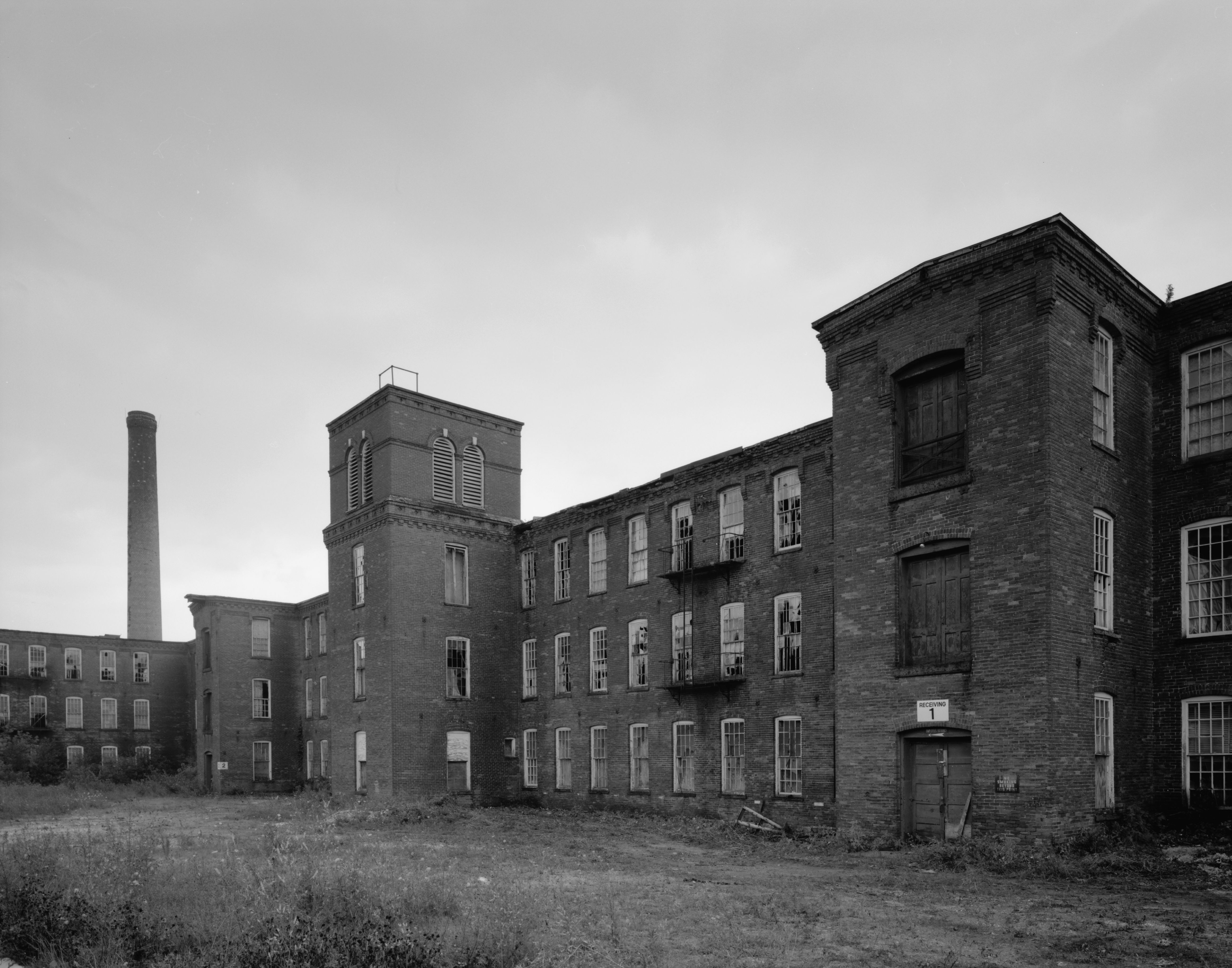
Renfrew Mill

Adams är en kommun (town) i Berkshire County, Massachusetts, USA med cirka 8 809 invånare (2000). Kommunen har fått sitt namn efter Samuel Adams.